# Уорнър Брос
Уорнър Брос Ентъртейнмънт (на английски: Warner Bros. Entertainment Inc.), известно и като Уорнър Брос, е американско филмово и развлекателно студио със седалище в комплекса Уорнър Брос Студиос, Бърбанк, Калифорния, и дъщерно дружество на Уорнър Брос Дискавъри. Основана през 1923 г. от четиримата братя Хари, Албърт, Сам и Джак Уорнър, компанията се утвърждава като лидер в американската филмова индустрия, преди да започне своето развитие в анимационни филми, телевизия и видеоигри. Уорнър Брос е едно от „Големите пет“ американски филмови студиа, а също е и член на Моушън Пикчърс Асосиейшън. 
Компанията е известна със своето подразделение – филмовото студио Уорнър Брос Моушън Пикчър Груп, което включва Уорнър Брос Пикчърс, Ню Лайн Синема, Уорнър Анимейшън Груп, Касъл Рок Ентъртейнмънт и Ди Си Студиос. Сред другите му активи са телевизионната продуцентска компания Уорнър Брос Телевижън Студиос и Бъгс Бъни, анимационен герой, създаден за поредицата Шантави рисунки, който е официалният талисман на компанията.

## История

### Основаване
Името на компанията произлиза от основателите – братята Уорнър: Хари, Албърт, Сам и Джак Уорнър. Хари, Албърт и Сам емигрират като малки деца със своята майка от полско-еврейски произход в Съединените щати от Красноселц, Полша (тогава в рамките на Руската империя), през октомври 1889 г., година след като баща им емигрира в САЩ и се установява в Балтимор, Мериленд. Джак, най-малкият брат, е роден в Лондон, Онтарио, по време на двугодишното пребиваване на семейството в Канада.
Тримата по-големи братя започват бизнес с киносалони, след като се сдобиват с кинопроектор, с който прожектират филми в миньорските градове в Пенсилвания и Охайо. В началото Сам и Албърт Уорнър инвестират 150 долара, за да представят Животът на американския пожарникар и Големият влаков обир.
През 1912 г. Хари Уорнър наема одитор на име Пол Ашли Чейс. По времето на Първата световна война те започват да произвеждат филми. В началото на 20-те години придобиват първите си студийни съоръжения на булевард „Сънсет“ в Холивуд. Сам и Джак продуцират филмите, докато Хари и Албърт, заедно с техния одитор и сега контрольор Чейс, се занимават с финансите и разпространението в Ню Йорк. По време на Първата световна война техният първи национално синдикален филм, Моите четири години в Германия, базиран на популярната книга на бившия посланик Джеймс У. Джерард, е издаден. На 4 април 1923 г., с помощта на пари, заети на Хари от неговия банкер Мотли Флинт, те официално учредяват Уорнър Брос Пикчърс Инкорпорейтед. Още през 60-те години Уорнър Брос обявява 1905 г. за година на основаване си.
Първата важна сделка е придобиването на правата върху бродуейската пиеса на Ейвъри Хопууд от 1919 г. Златотърсачите от театралния импресарио Дейвид Беласко. Въпреки това, Рин Тин Тин, куче, донесено от Франция след Първата световна война от американски войник, създава тяхната репутация. Третият филм на Рин Тин Тин е пълнометражният Където започва северът, който е толкова успешен, че Джак подписва договор с кучето да участва в още филми срещу 1000 долара на седмица. Рин Тин Тин се превръща в топ звездата на студиото. Дарил Занук става топ продуцент и между 1928 г. и 1933 г. служи като дясната ръка на Джак и изпълнителен продуцент, с отговорности, включително ежедневна филмова продукция. Допълнителен успех идва, след като Ернст Любич е назначен за главен директор; Хари Рапф напуска студиото, за да се присъедини към Метро-Голдуин-Майер. Филмът на Любич Брачният кръг е най-успешният филм на студиото от 1924 г. и е в списъка на най-добрите на Ню Йорк Таймс за същата година.
Въпреки успеха на Рин Тин Тин и Любич, Уорнър остава по-малко студио. Сам и Джак решават да предложат на актьора от Бродуей Джон Баримор главната роля в Красивият Брумел. Филмът е толкова успешен, че Хари подписва дългосрочен договор с Баримор; като Красивият Брумел е обявен за един от десетте най-добри филма на годината от Таймс. До края на 1924 г. Уорнър Брос е може би най-успешното независимо студио в Холивуд , където се конкурира със студиата от т.нар. „Големите три“ (Фърст Нешънъл, Парамаунт Пикчърс и Метро-Голдуин-Майер). В резултат на това Хари Уорнър — докато говори на конгрес пред 1500 независими изложители в Милуоки, Уисконсин — успява да убеди създателите на филми да похарчат 500 000 долара за реклама във вестници и Хари вижда това като възможност за създаване на киносалони в Ню Йорк и Лос Анджелис.
Докато студиото просперира, то получава подкрепа от Уол Стрийт и през 1924 г. Голдман Сакс урежда голям заем. С тези пари Уорнър купуват пионерската Витаграф Къмпани, която притежава система за разпространение в цялата страна. През 1925 г. Уорнър също експериментират в радиото, създавайки успешна радиостанция, KFWB, в Лос Анджелис.

### 1925–1935: Звук, цвят, стил
Уорнър Брос е пионер във филмите със синхронизиран звук. През 1925 г., по настояване на Сам, Уорнър се съгласяват да добавят тази функция към своите продукции. През февруари 1926 г. студиото отчита нетна загуба от 333 413 долара.
След дълъг период на отказ на искането на Сам за звук, Хари се съгласява да направи промяната, стига студиото да използва синхронизиран звук само за фонова музика. Братята Уорнър подписват договор с компанията за звук Уестърн Електрик и създават Витафон. През 1926 г. Витафон започва да прави филми с музика и ефекти, най-вече във филма Дон Жуан с участието на Джон Баримор. За рекламната кампания на филма Хари придобива голямото кино „Пикадили“ в Манхатън, Ню Йорк, и го преименува на „Киното на Уорнър“.
Премиерата на Дон Жуан е в новопридобитото кино от братята в Ню Йорк на 6 август 1926 г. През ранната история на разпространението на филми собствениците на кина наемат оркестри, за да присъстват на филмови прожекции, където осигуряват саундтраците. Чрез Витафон Уорнър Брос продуцира осем късометражни филма (които се излъчват в началото на всяка прожекция на Дон Жуан в цялата страна) през 1926 г. Много филмови продуцентски компании поставят под съмнение необходимостта от нововъведението. Дон Жуан не възстановява производствените си разходи и Любич се премества в Метро-Голдуин-Майер.
В резултат на финансовите си проблеми Уорнър Брос предприема следващата стъпка и издава филма Джаз певецът с Ал Джолсън в главната роля. Този филм, който включва малко звукови диалози, но включва звукови сегменти от пеенето на Джолсън, се превръща в сензация. Той сигнализира за началото на ерата на „говорещите картини“ и залеза на мълчаливата ера. Сам обаче умира в нощта преди премиерата, което попречва на братята да присъстват на премиерата. Джак става единствен ръководител на компанията. Смъртта на Сам също оказва голям ефект върху емоционалното състояние на Джак, тъй като Сам може би е вдъхновението и любимият брат на Джак. През следващите години Джак държи студиото под строг контрол. Уволняването на служители е обичайна практика. Сред тези, които Джак уволнява, са Рин Тин Тин (през 1929 г.) и Дъглас Феърбанкс-младши (през 1933 г.).
Благодарение на успеха на Джаз певецът, студиото се възстановява финансово. Следващият филм на Джолсън за компанията, Пеещият глупак, също е успешен. С успеха на тези първи филми Уорнър Брос се превръща в топ студио и братята вече успяват да се изнесат от старото си студио и придобиват на много по-голямото студио в Бърбанк. Те разширяват дейността си чрез придобиването на Стенли Корпорейшън, голяма кино верига. Това им дава дял в съперника Фърст Нешънъл Пикчърс, от който Стенли притежава една трета. Във война за наддаване с Уилям Фокс Уорнър Брос купува повече акции на Фърст Нешънъл на 13 септември 1928 г.; Джак назначава Занук за мениджър на Фърст Нешънъл Пикчърс.
През 1928 г. Уорнър Брос издават Светлините на Ню Йорк, първият изцяло озвучен филм. Благодарение на успеха си филмовата индустрия се превръща изцяло в звук почти за една нощ. До края на 1929 г. всички големи студиа продуцират звукови филми. През 1929 г. Фърст Нешънъл Пикчърс издава първия си филм с Уорнър Брос, Ноевият ковчег.
През 1929 г. Уорнър Брос купува базираната в Сейнт Луис кино верига Скорас Брадърс Ентърпрайсис. Хари продуцира адаптация на мюзикъл на Коул Портър, озаглавен Петдесет милиона французи. Чрез Фърст Нешънъл печалбата на студиото се увеличава значително. След успеха на Ноевият ковчег Хари се съгласява да направи Майкъл Къртис главен режисьор в студиото Бърбанк. Морт Блуменсток, сценарист от Фърст Нешънъл, става топ сценарист в централата на братята в Ню Йорк. През третото тримесечие Уорнър Брос получава пълен контрол над Фърст Нешънъл, когато Хари закупува оставащата една трета на компанията от Фокс. Министерството на правосъдието разрешава покупката, ако Фърст Нешънъл се запази като отделна компания. По време на Голямата депресия Уорнър иска и получава разрешение за сливане на двете студиа. Скоро след това Уорнър Брос се премества във Фърст Нешънъл в Бърбанк. Въпреки че компаниите се сливат, Министерството на правосъдието изисква Уорнър да пуска няколко филма всяка година под името Фърст Нешънъл до 1938 г. В продължение на тридесет години определени продукции на Уорнър са идентифицирани (главно за данъчни цели) като „Уорнър Брос–Фърст Нешънъл Пикчърс“.
Хари придобива редица музикални издатели (включително М.Уитмарк & Сонс, Ремик Мюзик Корпорейшън и Хармс), като създава Уорнър Брос Мюзик. През април 1930 г. Уорнър Брос придобива Брънсуик Рекърдс. Хари получава радио компании, чуждестранни звукови патенти и компания за литография. След създаването на Уорнър Брос Мюзик Хари назначава сина си Луис да управлява компанията.
До 1931 г. студиото започва да усеща ефектите от Голямата депресия, като според съобщенията губи 8 милиона долара и допълнителни 14 милиона долара през следващата година.

### 1930–1935: Реалистичен период
С колапса на пазара за мюзикъли Уорнър Брос, под ръководството на Занук, се ориентира към по-социално реалистични сюжетни линии. Заради многото си филми за гангстери Уорнър Брос скоро става известно като „гангстерско студио“. Първият гангстерски филм на студиото, Малкият Цезар, се радва на голям касов успех и Едуард Робинсън участва в много от следващите гангстерски филми на студиото. Следващият филм, Обществен враг, превръща Джеймс Кагни несъмнено в новата топ звезда на студиото, а Уорнър Брос продуцира повече гангстерски филми.
През 1933 г. облекчението за студиото идва, след като Франклин Делано Рузвелт става президент на САЩ и поставя началото на Новия курс. Това икономическо възстановяване позволява на Уорнър Брос отново да стане печеливша компания. Същата година Занук напуска поради финансови спорове.
През 1934 г. студиото губи над 2,5 милиона долара, от които 500 000 долара са в резултат на пожар през 1934 г. в студиото в Бърбанк, унищожавайки ранните филми на Витаграф, Уорнър Брос и Фърст Нешънъл. На следващата година филмовата адаптация на Хърст Сън в лятна нощ (1935) по Уилям Шекспир се проваля в боксофиса и нетната загуба на студиото се увеличава. През това време Хари и шест други фигури от филмово студио са обвинени в заговор за нарушаване на антитръстовия закон на Шърман чрез опит да получат монопол върху киносалоните в Сейнт Луис. През 1935 г. Хари е изправен пред съда; след грешка, Хари продава киносалоните на компанията и случаят никога не бива възобновен. През 1935 г. студиото реализира нетна печалба от 674 158 долара.
Хал Б. Уолис наследява Занук през 1933 г. Историческите драми на студиото, мелодрамите и адаптациите на бестселъри със звезди като Бети Дейвис, Оливия де Хавиланд, Пол Муни и Ерол Флин избягват цензурата. През 1936 г. Бети Дейвис, която вече може би е най-голямата звезда на студиото, не е доволна от ролите си. Тя пътува до Англия и се опитва да прекъсне договора си. Дейвис губи делото и се връща в Америка. Въпреки че много от служителите на студиото имат проблеми с Джак Уорнър, те смятат Албърт и Хари за справедливи.

### Ера на договорите
Уорнър Брос остава топ студио в Холивуд, но това се променя след 1935 г., тъй като други студиа, по-специално Метро-Голдуин-Майер, бързо засенчват престижа и блясъка на Уорнър Брос.
През 1935 г. Кагни съди Джак Уорнър за нарушаване на договора. Кагни твърди, че компанията го е принудили да участва в повече филми, отколкото изисква договорът му. Кагни в крайна сметка се отказа от делото след парично споразумение. Въпреки това Кагни напуска студиото, за да създаде независима филмова компания с брат си Бил.
Друг служител, с когото Уорнър Брос има проблеми, е продуцентът Брайън Фой. През 1936 г. Уолис наема Фой като продуцент на нискобюджетните филми на студиото. По време на престоя на Фой в студиото обаче Уорнър го уволнява седем пъти по различни причини.
През 1936 г. Историята на Луи Пастьор има касов успех и звездата Пол Муни печели Оскар за най-добър актьор през март 1937 г. Филмът на студиото от 1937 г. Животът на Емил Зола получава „Оскар“ за най-добър филм.
През 1936 г. дъщерята на Хари Дорис прочита копие на Отнесени от вихъра на Маргарет Мичъл и проявява интерес да направи филмова адаптация. Дорис предлага на Мичъл 50 000 долара за екранни права. Джак налага вето на сделката, осъзнавайки, че е скъпа продукция.

### Анимационни филми на Уорнър
Подразделението за анимационни филми на Уорнър има своите корени от независимото студио Хърман енд Айсинг. От 1930 до 1933 г. възпитаниците на Дисни Хю Хърман и Рудолф Айсинг продуцират музикални анимационни филми за Леон Шлезингер, който ги продава на Уорнър. Хърман и Айсинг представят своя герой Боско в първия анимационен филм от Шантави рисунки, Потъвам във ваната, и създават поредицата Весели мелодии през 1931 г.
През 1933 г. Хърман и Айсинг се разделят с Шлезингер поради договорен спор, като взимат героя Боско със себе си в Метро-Голдуин-Майер. В резултат на това Шлезингер основава свое собствено студио, Леон Шлезингер Прадакшънс, което продължава с развитието на Весели мелодии, и започва продуцирането на Шантави рисунки с участието на Бъди, клонинг на Боско. До края на Втората световна война Шлезингер привлича режисьорите Фриц Фреленг, Текс Ейвъри, Франк Ташлин, Боб Клампет, Чък Джоунс и Робърт Маккимсън, чиито анимационни филми придобиват световна популярност.
През 1935 г. Ейвъри режисира късометражните анимационни филми с Порки Пиг, които утвърждават героя като първата анимационна звезда на студиото. В допълнение към Порки, Дафи Дък, чийто дебют е през 1937 г., Елмър Фъд, дебютирал през 1940 г., Бъгс Бъни, с дебют през 1940 г., и Туити, дебютирал през 1942 г., се превръщат в световни звезди. През 1942 г. студиото на Шлезингер най-успешния продуцент на късометражни анимации, изпреварвайки Уолт Дисни Студиос.
През 1944 г. Уорнър Брос купува анимационния отдел на Шлезингер и го преименува на Уорнър Брос Картуунс. Висшият мениджмънт обаче се отнася към звеното с безразличие, като се започне с поставянето на Едуард Селцер като старши продуцент, когото творческият екип смята за некомпетентен. Джак Уорнър не отдава голямо значение на късометражните филми на компанията. Той разпродава филмотеката на звеното през август 1948 г. за 3000 долара за единица, което се оказа недалновидна сделка в светлината на нейната евентуална стойност.
Уорнър Брос Картуунс продължава, с периодични прекъсвания, до 1969 г., когато е разпуснат, тъй като компанията майка прекратява изцяло късометражните филми. Герои като Бъгс Бъни, Дафи Дък, Туити, Силвестър и Порки Пиг се превръщат в централни за имиджа на компанията през следващите десетилетия. Бъгс Бъни става талисман на Уорнър Брос. Успехът на компилационния филм Бъгс Бъни: Филмът през 1979 г., включващ архивни материали на този герой, подтиква Уорнър Брос да създаде Уорнър Брос Анимейшън като ново подразделение за рестартиране на производството на анимационни филми.

### Втората световна война
Според автобиографията на Уорнър, преди влизането на САЩ във Втората световна война, Филип Кауфман, ръководител на продажбите на Уорнър Брос в Германия, е убит от нацистите в Берлин през 1936 г. Хари Уорнър продуцира успешния антигермански филм Животът на Емил Зола (1937). След това той започва да ръководи производството на повече антигермански филми, включително Признанията на един нацистки шпионин (1939), Морският ястреб (1940), който представя крал Филип II еквивалент на Хитлер, Сержант Йорк, и Сега си в армията (1941). Тогава Хари решава да се съсредоточи върху продуцирането на военни филми. Братята Уорнър намаляват филмовата си продукция наполовина по време на войната. Брайън Фой се присъединява към Туентиът Сенчъри Фокс.
По време на войната студиото създава филмите Казабланка, Сега, Вояджър, Янки Дудъл Денди (всички от 1942 г.), Това е армията и Мисията в Москва (и двете 1943 г.). Последният от тези филми става спорен няколко години по-късно. На премиерите на Янки Дудъл Денди (в Лос Анджелис, Ню Йорк и Лондон) публиката закупува 15,6 милиона долара военни облигации за правителствата на Англия и Съединените щати. До средата на 1943 г. обаче публиката се уморява от военни филми, но Уорнър продължава да ги продуцира, губейки пари. В чест на приноса на студиото към каузата, Военноморските сили кръщават кораб „Либърти“ на името на бащата на братята, Бенджамин Уорнър. Хари става кръстник на кораба. По времето, когато войната приключва, 20 милиона долара във военни облигации са закупени от студиото, Червеният кръст събира 5200 пинти кръвна плазма от служители на студиото и 763 от служителите на студиото служат във въоръжените сили, включително зетя на Хари, Милтън Сперлинг, и сина на Джак, Джак Уорнър младши.
През 1943 г. Оливия де Хавиланд (която Уорнър често дава назаем на други студия) съди компанията за нарушаване на договора. Де Хавиланд отказва да изиграе известната лекарка Елизабет Блекуел в предстоящ филм на Кълъмбия Пикчърс. Уорнър отговоря, като изпраща 150 телеграми до различни филмови продуцентски компании, предупреждавайки ги да не я наемат за никаква роля. След това Де Хавиланд открива, че трудовите договори в Калифорния могат да продължат само седем години, а тя има договор със студиото от 1935 г. Съдът отсъжда в полза на Де Хавиланд и тя напуска студиото и започва работа в Парамаунт Пикчърс. Чрез победата на де Хавиланд много от дългогодишните актьори на студиото вече са освободени от договорите си и Хари решава да прекрати политиката на студиото.

### След Втората световна война: смяна на собственика
В следвоенните години Уорнър Брос просперира значително и продължава да открива нови звезди, включително Лорън Бекол и Дорис Дей. През 1946 г. заплатите на компанията достигат 600 000 долара на седмица, а нетната печалба надхвърля 19,4 милиона долара. Джак Уорнър продължава да отказва да изпълни изискванията за заплатата на Гилдията на филмовите актьори. През септември 1946 г. служителите участват в едномесечна стачка. Като отмъщение Уорнър – по време на показанията си през 1947 г. пред Конгреса относно мисията в Москва – обвинява множество служители във връзки с комунистите. До края на 1947 г. студиото достига рекордна нетна печалба от 22 милиона долара.
Уорнър придобива Пате нюз от РКО Пикчърс през 1947 г. На 5 януари 1948 г. Уорнър предлага първата цветна кинохроника, отразяваща парад на розите. През 1948 г. Бети Дейвис, все още топ актриса на компанията и сега враждебно настроена към Джак, е голям проблем за Хари, след като тя и други напускат студиото след завършването на филма Отвъд гората.
Уорнър Брос заема страна по антитръстовото дело „САЩ срещу Парамаунт Пикчърс“ от 1940 г. Искът, заведен от Министерството на правосъдието и Федералната търговска комисия, твърди, че петте интегрирани комбинации от верига студио-театър ограничават конкуренцията. Върховният съд разглежда делото през 1948 г. и се произнася в полза на правителството. През 1949 г. нетната печалба на студиото е само 10 милиона долара.
В началото на 50-те години се появява заплаха от телевизията. През 1953 г. Джак решава да копира успешния 3D филм на Юнайтед Артистс Bwana Devil, издавайки свои собствени 3D филми, започвайки с Къща от восък. Въпреки това, 3D филмите скоро губят своята привлекателност сред киноманите.
След края на 3D филмите Хари Уорнър решава да използва технологията CinemaScope в бъдещите филми на компанията. Един от първите филми на студиото, в който е използвана технологията CinemaScope, е Високият и могъщият.
През 1956 г. студиото губи пари, като нетната печалба спада през 1953 г. на 2,9 милиона долара, а през следващите две години е между 2 и 4 милиона долара. На 13 февруари 1956 г. Джак Уорнър продава правата върху всички филми на студиото преди 1950 г. на Асосиейтед Артсистс Прадакшънс (която се слива с Юнайтед Артистс Телевижън през 1958 г. и впоследствие е придобита от Търнър Броудкастинг Систъм в началото на 1986 г. като част от неуспешното придобиване на Метро-Голдуин-Майер/Юнайтед Артистс от Тед Търнър).
През май 1956 г. братята обявяват, че пускат Уорнър Брос на пазара. Джак тайно организира синдикат – оглавяван от бостънския банкер Серж Семененко – за закупуване на 90% от акциите. След като тримата братя продават, Джак – чрез своята сделка под масата – се присъединява към синдиката на Семененко и изкупува обратно всичките акции на компанията. Малко след приключването на сделката през юли Джак – вече най-големият акционер в компанията – се назначава за президент. Малко след приключването на сделката Джак обяви, че компанията и нейните дъщерни дружества ще бъдат „управлявани по-енергично, привличането на таланти и към производството на възможно най-добрите филми“.

### Уорнър Брос Телевижън и Уорнър Брос Рекърдс
През 1949 г., когато успехът на телевизията все повече заплашва филмовата индустрия, Хари Уорнър решава да наблегне на телевизионното производство. Федералната комисия по комуникациите обаче не му разрешава. Хари изоставя плановете си за телевизионни предавания.
На 21 март 1955 г. студиото успява да се включи в телевизията чрез подразделението си Уорнър Брос Телевижън, управлявано от Уилям Т. Ор, зетя на Джак Уорнър. Уорнър Брос Телевижън предоставя на Ей Би Си седмично шоу Уорнър Брос представя. Шоуто включва ротационни предавания, базирани на три филмови успеха, Кралете гребят, Казабланка и Шайен. Следващото усилие на студиото е да направи седмичен сериал, базиран на Шайен. Шайен е първият телевизионен едночасов уестърн. Успехът на сериалите помага да се компенсират загубите във филмовия бизнес. В резултат на това Джак Уорнър решава да наблегне на телевизионното производство. Уорнър Брос продуцира поредица от популярни детективски сериали.
През 1958 г. студиото открива подразделението Уорнър Брос Рекърдс. Първоначално лейбълът издава записи, направени за телевизионни звезди на Уорнър Брос – независимо дали могат да пеят или не, и записи, базирани на телевизионни саундтраци. Уорнър Брос вече е собственик на различни музикални издателски холдинги, чиито мелодии се появяват в безброй анимационни филми и телевизионни предавания. През 2004 г. Тайм Уорнър продава Уорнър Мюзик Груп, заедно с Уорнър Брос Рекърдс, на частна инвестиционна група, ръководена от Едгар Бронфман младши. През 2019 г. разделеният звукозаписен отдел на Уорнър Брос е прекръстен на Уорнър Рекърдс, тъй като Уорнър Мюзик Груп притежава краткосрочен лиценз за използване на името и търговските марки на Уорнър Брос; като такъв, лейбълът в момента преиздава каталога на Уорнър Брос преди 2019 г.

### Нови собственици
Уорнър Брос се възстановява финансово в края на 50-те години на миналия век, специализирайки се в адаптации на популярни пиеси като Лошото семе (1956), Не е време за сержанти (1958) и Циганин (1962).
Докато бавно се възстановява от автомобилна катастрофа, станала по време на почивка във Франция през 1958 г., Джак се връща в студиото и се грижи името му да бъде включено в прессъобщенията на студиото. От 1961 до 1963 г. годишната нетна печалба на студиото е малко над 7 милиона долара. Уорнър Брос плаща и безпрецедентните 5,5 милиона долара за филмовите права върху бродуейския мюзикъл Моята прекрасна лейди през февруари 1962 г. Предишният собственик, председателят на Си Би Ес Уилям С. Пейли, определя условия, включващи половината от брутната печалба на разпространителя „плюс собствеността върху негатива в края на договора“. През 1963 г. нетната печалба на студиото спада до 3,7 милиона долара. До средата на 60-те години производството на филми е в упадък, тъй като индустрията е в разгара на болезнен преход от Златния век на Холивуд към ерата, известна като Нов Холивуд. Направени са няколко студийни филма в копродукции (за които Уорнър Брос осигурява съоръжения, пари и разпространение).
С успеха на филма на студиото от 1964 г. на бродуейската пиеса Моята прекрасна лейди, както и неговия саундтрак, Уорнър Брос Рекърдс става печеливша дъщерна компания. Филмът от 1966 г. Кой се страхува от Вирджиния Улф? жъне огромен успех.
През ноември 1966 г. Джак се поддава на напредването на възрастта и променящите се времена и продава контрола върху студиото и музикалния бизнес на Севън Артс Прадакшънс, управляван от канадските инвеститори Елиът и Кенет Хайман, за 32 милиона долара. Компанията, включително студиото, е преименувана на Уорнър Брос–Севън Артс. Уорнър остава президент до лятото на 1967 г., когато Камелот се проваля в боксофиса и Уорнър отстъпва позицията си на дългогодишния си рекламен директор Бен Калменсън. Уорнър остава в борда като независим продуцент и вицепрезидент. С успеха на Бони и Клайд от 1967 г. Уорнър Брос отново е на печалба.
Две години по-късно Хайман се уморяват от действията на Джак Уорнър. Те приемат оферта за пари и акции от Кини Нешънъл Къмпани за повече от 64 милиона долара. През 1967 г. Кини, по-рано придобила Ди Си Комикс (тогава официално известна като Нешънъл Периодикал Публикейшънс), както и холивудската агенция за таланти Ашли Феймъс, чийто основател Тед Ашли съветва ръководителя на Кини Стив Рос да закупи Уорнър Брос. Ашли Феймъс скоро е отделена поради антитръстовите закони, забраняващи едновременното притежаване на филмово студио и агенция за таланти. Ашли става ръководител на студиото и променя името на Уорнър Брос отново. Джак Уорнър е възмутен от продажбата на Хайман и решава да премине към независимо производство. Той се пенсионира през 1973 г. и умира от сериозни здравословни усложнения през септември 1978 г.
Въпреки че филмовата публика намалява, новото ръководство на Уорнър повярва в привличащата сила на звездите, подписвайки договори за копродукция с няколко от най-големите имена на деня, включително Пол Нюман, Робърт Редфорд, Барбра Страйсънд и Клинт Истууд, които допринасят за успеха на студиото през 70-те и 80-те години. Неговите хитове в началото на 70-те години включват тези с участието на гореспоменатите актьори, заедно с Пламтящи седла на комика Мел Брукс, Портокал с часовников механизъм на Стенли Кубрик, Заклинателят, Избавление на Джон Бурман и на Мартин Скорсезе продукциите Коварни улици и Алис не живее вече тук. Уорнър Брос има големи печалби от филми и телевизионни предавания, изградени около героите Супермен, Батман, Жената чудо и Светкавицата, собственост на дъщерното дружество на Уорнър Брос Ди Си Комикс. През 70-те години на миналия век Уорнър Брос Рекърдс се превъръща в една от най-големите звукозаписни компании в света и тази компания придобива компаниите Електра Рекърдс и Атлантик Рекърдс.
В края на 1973 г. Уорнър Брос обявява, че си партнира с Туинтиът Сенчъри Фокс за копродуциране на един единствен филм: Извисяващият се ад на продуцента Ъруин Алън. И двете студиа се оказват собственици на правата върху книги за горящи небостъргачи. Уорнър Брос се опитва да адаптира Стъкленият ад на Томас Скортия и Франк Робинсън, а Фокс – адаптация на Кулата на Ричард Мартин Стърн. Алън настоява за среща с ръководителите на двете студиа и обявява, че тъй като Фокс вече е начело с тяхната собственост, би било за предпочитане двете продукции да са събрани в един филм, като Фокс притежава вътрешните права, а Уорнър Брос – с разпространението на филма в чужбина. Полученото партньорство води до втория най-касов филм от 1974 г., който носи печалби и за двете студиа и повлиява на бъдещи копродукции между големи студиа. Въпреки че Алън прави още филми за Уорнър Брос, той не повтаря успеха, който постига с Извисяващия се ад.
През 70-те и 80-те години на миналия век Уорнър Комюникейшънс придобива други бизнеси – компанията за видеоигри Атари и тематичните паркове Сикс Флагс.
През 1972 г., в ход за намаляване на разходите, Уорнър и Кълъмбия създават трета компания, наречена Бърбанк Студиос. Те споделят помещенията на Уорнър Брос в Бърбанк. И двете студиа технически се превръщат в производствени единици, давайки на Бърбанк Студиос ежедневната отговорност за територията на студиото и поддръжката. Ранчото Кълъмбия (на около миля северно от помещенията на Уорнър Брос) е част от сделката. Отношенията между Уорнър и Колумбия са остри, но нежеланието и на двете студиа да одобряват или харчат пари за капиталови надстройки, които биха могли само да помогнат на другото, има нежеланата последица от запазване на основната функция на Уорнър като съоръжение за производство на филми, докато произвежда относително малко през 1970-те и 1980-те. Повечето филми, произведени след 1968 г., са заснети на място, след като провалът на Камелот е отчасти приписан на факта, че действието се развива в Англия, но очевидно е заснет в Бърбанк. С контрол върху собствената си партида, свързана с Бърбанк Студиос, Уорнър Брос в крайна сметка запазва значителна част от своите съоръжения, докато Фокс продава своите, за да създаде Сенчъри Сити, Юнивърсъл преобразува задната част от съоръженията си в тематичен парк и търговски център, а Дисни – с офис сгради, като мести отдела си за анимация в индустриален парк в Глендейл.
През 1989 г. решението на ситуацията става очевидно, когато Уорнър Брос придобива Лоримар-Телепикчърс и получава контрол върху бившия парцел на студио Метро-Голдуин-Майер в Кълвър Сити, а същата година Сони купува Кълъмбия Пикчърс. Уорнър Брос притежава две студиа. През 1990 г. Бърбанк Студиос приключва работа, когато Сони купува парцела на Метро-Голдуин-Майер от Уорнър Брос и премества Кълъмбия в Кулвър Сити. Въпреки това Уорнър запазва ранчото Кълъмбия, сега известно като Ранчото на Уорнър Брос.
Робърт Дейли се присъединява към Уорнър Брос на 1 декември 1980 г., поемайки поста от Тед Ашли, заемайки длъжностите на председател на борда и съглавен изпълнителен директор. Една година по-късно той е назначен за председател на борда и главен изпълнителен директор, а Тери Семел е назначен за президент и главен оперативен директор.

### Дъщерно дружество на Тайм Уорнър
Уорнър Комюникейшъс се слива през 1989 г. с издателската компания Тайм. Тайм претендира за по-високо ниво на престиж, докато Уорнър Брос осигурява печалбите. Сливането на Тайм с Уорнър е почти провалено, когато Парамаунт Комюникейшънс (по-късно продаден на Виаком), стартира враждебна оферта за поглъщане на стойност 12,2 милиарда долара за Тайм, принуждавайки го да придобие Уорнър Брос с оферта за 14,9 милиарда долара в брой/акция. Парамаунт отговоря с дело, заведено в съда в Делауеър за разтрогване на сливането. Парамаунт губи и сливането продължава.
През 1992 г. е създадено подразделението Уорнър Брос Фемили Ентъртейнмънт, за да продуцира различни семейно ориентирани филми, както и анимационни филми. Лейбълът Фемили Ентъртейнмънт действа до 2009 г. През 1994 г. Джон Питърс, чиято компания Питърс Ентъртейнмънт има неексклузивна сделка със Сони Пикчърс, получава друга неексклузивна сделка за финансиране на студиото, цитирайки, че тогавашният президент Тери Самел и продуцентът Джон Питърс са приятели.
През 1995 г. Уорнър Брос и собственикът на телевизионна станция Трибюн Къмпани от Чикаго откриват Уорнър Брос Телевижън Нетуърк, търсейки интереса на тийнейджърската аудитория. Ранните програми  включват изобилие от тийнейджърски сериали като Бъфи, убийцата на вампири, Смолвил, Кръгът на Доусън и Самотно дърво на хълма. Две драми, продуцирани от Спелинг Телевижън, Седмото небе и Чародейките, допринасят за поставянето на Уорнър Брос в светлината на прожекторите. Чародейките се състои от осем сезона, превръщайки се в най-продължителната драма с главни женски роли. Седмото небе е с продължителност от единадесет сезона и е най-продължителната семейна драма и най-продължителният сериал за мрежата. През 2006 г. Уорнър Брос и Си Би Ес Корпорейшън съвместно стартират The CW Television Network.
През 1996 г. Търнър Пикчърс е слята с Уорнър Брос чрез сливането на Търнър и Тайм Уорнър. Това води до проекти като Град на ангели и Имате поща. По-късно същата година Уорнър Брос си партнира с Полиграм Филм Ентъртейнмънт за разпространение на различни филми, продуцирани от Касъл Рок Ентъртейнмънт. Също през същата година Брус Берман напуска Уорнър Брос, за да създаде План Би Ентъртейнмънт, след което впоследствие оглавява Вилидж Роудшоу Пикчърс със сделка със студиото.
През 1998 г. Тайм Уорнър продава Сикс Флагс на Премиер Паркс. Поглъщането на Тайм Уорнър през 2000 г. от тогавашната високопоставена AOL не се оказа подходящо и след колапса на "дот-ком" акциите на AOL падат.
През 1998 г. Уорнър Брос празнува своята 75-та годишнина. През 1999 г. Тери Семел и Робърт Дейли подават оставки като ръководители на студио след кариера с 13 номинирани за Оскар филма. Твърди се, че Дейли и Семел популяризират модерния модел на партньорско финансиране и споделяне на печалби за филмова продукция. В средата на 1999 г. Алън Ф. Хорн и Бари Майер заменят Дейли и Семел като нови ръководители на студиото, което продължава да жъне успех във филми, телевизионни предавания, анимационни филми. В края на 2003 г. Тайм Уорнър реорганизира активите на Уорнър Брос под името Уорнър Брос Ентъртейнмънт.
В края на 90-те години Уорнър Брос придобива правата върху романите Хари Потър, за да създаде филмовите им адаптации, като първата е от 2001 г., следвана от втората през 2002 г., третата е издадена през 2004 г., четвъртият филм е от 2005 г., петият – от 2007 г., шестият филм е издаден през 2009 г. Седмият роман от поредицата е адаптиран в два пълнометражни филма, като Част 1 е издаден през 2010 г., а Част 2 – през 2011 г.
Уорнър Брос има голяма роля в прекратяването на HD DVD формата. На 4 януари 2008 г. Уорнър Брос обявява, че спира поддръжката на HD DVD в полза на Blu-ray технологията. Филми във формат HD DVD продължават да се издават до май 2008 г., но само след изданията на Blu-ray и DVD.
Филмовата поредица Хари Потър е най-касовата филмова поредица в света за всички времена, без да се коригира инфлацията. Филмовата поредица за Батман е една от само двете поредици, които имат два записа, спечелили повече от 1 милиард долара в световен мащаб. Хари Потър и Даровете на Смъртта: част 2 е най-касовият филм на компанията за всички времена, надминавайки Черният рицар. Филмите за Хари Потър обаче водят до нетна загуба поради холивудското счетоводство. Всички филми от поредицата се снимат в Уорнър Брос Студиос, Лийвсдън.
На 21 октомври 2014 г. Уорнър Брос създава цифрова единица Блу Райбън Контент под ръководството на президента на Уорнър Брос Анимейшън и Уорнър Диджитъл Серийс. Уорнър Брос Диджитъл Нетуъркс обявява придобиването на онлайн видео компанията Мачинима на 17 ноември 2016 г.
От 2015 г. Уорнър Брос е едно от трите студиа, които издават два филма за милиарди долари през една и съща година (заедно с Уолт Дисни Студиос Моушън Пикчърс и Юнивърсъл Студиос). Постигнато е през 2012 г. с Черният рицар: Възраждане и Хобит: Неочаквано пътешествие. Към 2016 г. това е единственото студио, което преминава 1 милиард долара в местния боксофис всяка година от 2000 г. насам.

#### Дъщерно дружество на Ей Ти енд Ти
През юни 2018 г. компанията майка на Уорнър Брос Тайм Уорнър е придобита от американската телекомуникационна компания Ей Ти енд Ти и преименувана на УорнърМедия, като бившите имоти на Тайм са продадени. На 16 октомври 2018 г. УорнърМедия закрива ДрамаФевър, засягайки 20 % от служителите на Уорнър Брос.
На 4 март 2019 г. УорнърМедия обявява планирана реорганизация, която разпуска Търнър Броудкастинг Систем чрез преместване на Картун Нетуърк, Adult Swim, Бумеранг, а също и съответните им продуцентски студиа, както и Turner Classic Movies и O Отър Медия, директно под управлението на Уорнър Брос. Освен Отър Медия, тези активи работят под новосъздадено подразделение Глобал Кидс енд Янг Адълтс, преименувано на 7 април 2020 г. на Уорнър Брос Глобал Кидс, Янг Адълтс енд Класикс. На 31 май 2019 г. Отър Медия е прехвърлена от Уорнър Брос на УорнърМедия Ентъртейнмънт, за да наблюдава развитието на Ейч Би О Макс, нова услуга за стрийминг, която включва съдържание от марките Ейч Би О и УорнърМедия. Том Ашайм подава оставка като президент на кабелната мрежа Фрийформ, за да стане президент на отдела Уорнър Брос Глобал Кидс, Янг Адълтс енд Класикс на 1 юли 2020 г.
На 13 ноември 2019 г. Уорнър Брос представя актуализиран модел на своето лого с щит в очакване на предстоящата стогодишнина на компанията, което се отличава с рационализиран външен вид, предназначен да го направи по-подходящ за използване в различни платформи. Компанията също така поръчва нов корпоративен шрифт за съкращението WB (Уорнър Брос).
Уорнър Брос и Ейч Би О Макс обявяват филмовия лейбъл Уорнър Макс на 5 февруари 2020 г., който трябва да произвежда между осем и десет среднобюджетни филма годишно за стрийминг услугата, започвайки от 2020 г. Въпреки това, лейбълът в крайна сметка е прекратен през октомври 2020 г. като част от консолидацията на групата Уорнър Брос Пикчърс.
През февруари 2022 г. Вилидж Роудшоу, съфинанист на Матрицата: Възкресения, завежда дело срещу Уорнър Брос относно хибридното издание на научнофантастичното продължение. Както всички филми на Уорнър от 2021 г., четвъртият филм от Матрицата е пуснат едновременно по Ейч Би О Макс и в кината поради пандемията от коронавирус. Според жалбата, подадена от Вилидж Роудшоу, решението е провалило всички надежди за боксофис през декември. През май същата година Вилидж Роудшоу се съгласява на арбитраж с Уорнър Брос относно издаването на Възкресения.

### Уорнър Брос Дискавъри
На 8 април 2022 г. Ей Ти енд Ти продава УорнърМедия на своите акционери и на свой ред се слива с Дискавъри, за да образува Уорнър Брос Дискавъри. Новата компания се ръководи от изпълнителния директор на Дискавъри Дейвид Заслав.
През март 2022 г. Уорнър Брос стартира кампания за предстоящата си стогодишнина през 2023 г. с мотото „100 години разказване на истории“. През декември 2022 г. кампанията за стогодишнината стартира с новия лозунг „Честване на всяка история“, който включва възпоменателни инициативи във всички подразделения и имоти на Уорнър Брос. Кампанията използва възпоменателно лого, включващо актуализиран щит, който е преработен с по-мек външен вид, по-дебели очертания и връщане към използването на синьо и златно като корпоративни цветове. Актуализираният щит се използва като вторично лого и се използва едновременно с логото от 2019 г. от май 2023 г. Като част от кампанията за 100-годишнината, студиото пуска нови кратки материали за стрийминг услугата Макс, пресъздавайки класиките на компанията с акцент върху разнообразието.
През ноември 2022 г. Джеймс Гън и Питър Сафран са избрани за съпредседатели и изпълнителни директори на подразделението Ди Си Филмс, което е преименувано на Ди Си Студиос. Студиото също става независимо подразделение на Уорнър Брос.

## Подразделения
Уорнър Брос Ентъртейнмънт управлява три основни бизнес сегмента, които се наричат „подразделения“: Моушън Пикчър Груп, Телевижън и други развлекателни активи (които включват Диджитъл Нетуъркс, Технолъджи, Тиътър Венчърс и Студио Фасилитис).
Моушън Пикчър включва основните бизнес звена на компанията, като Уорнър Брос Пикчърс, Ню Лайн Синема, Ди Си Студиос и Касъл Рок Ентъртейнмънт.
| Моушън Пикчър Груп | Телевижън Груп | Ентъртейнмънт |
| --- | --- | --- |
| - Уорнър Брос Пикчърс - Ню Лайн Синема - Ди Си Студиос - Уорнър Анимейшън Груп - Касъл Рок Ентъртейнмънт - Спайглас Медия Груп (миноритарен дял) - Флагшип Ентъртейнмънт Груп (49%) | - Уорнър Брос Телевижън Студиос - The CW (12.5%) - Алой Ентъртейнмънт - Телепикчърс - Вери Гуд Прадакшън - Картун Нетуърк Студиос - Уорнър Брос Анимейшън - Уилямас Стрийт - Уорнър Хоризон Ънскриптед Телевижън - Уорнър Брос Интернешънъл Телевижън Прадакшън - Хана-Барбера Студиос Европа - Картуун Нетуърк Ориджинъл Прадакшънс | - Уорнър Брос Тиътър Венчърс - Уорнър Брос Студио Фасилитис - Уорнър Брос Диджитъл Нетуъркс - Фанданго Медия (30%) - УотърТауър Мюзик - Филмотека на Търнър Класик Мувис - Търнър Ентъртейнмънт - Уъпър Организейшън |

## Споразумение за международно разпространение
От 1971 г. до края на 1987 г. международните операции на Уорнър за разпространение са съвместно с Кълъмбия Пикчърс. В някои държави тази съвместна дейност включва разпространение на филми на други компании (като ЕМИ Филмс и Канон Филмс). Уорнър прекратява дейността през 1988 г.
На 4 май 1987 г. Буена Виста Пикчърс Дистрибушън подписва споразумение за кино разпространение с Уорнър Брос Интернешънъл за пускане на филми на Дисни, Тъчстоун и Холивуд Пикчърс на отвъдморските пазари, като Дисни запазва пълния контрол върху всички решения за разпространение и маркетинг на техния продукт. През 1992 г. Дисни избрат да прекратят съвместната си дейност с Уорнър Брос, за да започнат собствено разпространение на техните филми на гореспоменатите пазари.
На 6 февруари 2014 г. Кълъмбия ТриСтар Уорнър Филмс Португалия, съвместно предприятие със Сони Пикъчрс, което разпространява филмите на двете компании в Португалия, обявява, че прекратява дейност на 31 март 2014 г. Оттогава НОС Аудиовижуас управлява разпространението на филми на Уорнър Брос в Португалия, докато задълженията за разпространение на филми на Сони Пикчърс в страната са поети от Биг Пикчърс Филмс.
Уорнър Брос разпространява на филмите на Сони Пикчърс в Италия.
От 1 януари 2021 г. филмите на Уорнър Брос се разпространяват чрез Юнивърсъл Пикчърс в Хонконг, позовавайки се на затварянето на офиса на УорнърМедия в Хонконг. На 12 януари 2021 г. Уорнър Брос разпространява филмите на Юнивърсъл Пикчърс в кината в Бразилия.
През август 2022 г. Уорнър Брос Пикчърс сключва многогодишна сделка за разпространение на филмите на Метро-Голдуин-Майер извън Съединените щати, включително за домашна употреба. Договорът включва съвместно участие на двете компании за маркетинг, реклама, разпространение на филми за бъдещи заглавия на Метро-Голдуин-Майер.

## Филмотека

### Придобити
Сливанията и придобиванията помагат на Уорнър Брос да натрупа разнообразна колекция от филми, анимационни филми и телевизионни програми. Към 2022 г. компанията притежава повече от 145 000 часа единици, включително 12 500 игрални филма и 2400 телевизионни програми, включващи повече от десетки хиляди отделни епизоди.
След антитръстовия иск от 1948 г. несигурните времена накарват Уорнър Брос през 1956 г. да продаде повечето от своите филми и анимационни филми преди 1950 г. на Асосиейтед Артистс Прадакшънс (ААП), която също получава късометражните анимационни филми на Флешър Стедиос и на Феймъс Студиос Попай, първоначално собственост на Парамаунт Пикчърс. Две години по-късно ААП е продадена на Юнайтед Артистс, която притежава компанията до 1981 г., когато Метро-Голдуин-Майер придобива Юнайтед Артистс.
През 1982 г., по време на техните независими години, Търнър Броудкастинг Систъм придобива Брут Прадакшънс, филиалът за филмова продукция на базираната във Франция тогава затруднена компания Фаберже.
През 1986 г. Търнър Броудкастинг Систъм придобива Метро-Голдуин-Майер. Затъвайки в дългове, Търнър Ентъртейнмънт запазва филмовите и телевизионните каталози на Метро-Голдуин-Майер отпреди май 1986 г. и малка част от каталога на Юнайтед Артистс (включително каталога на ААП и северноамериканските права върху каталога на РКО Радио Пикчърс), докато отделя останалата част от Метро-Голдуин-Майер.
През 1989 г. Уорнър Комюникейшънс придобива Лоримар-Телепикчърс Корпорейшън. Каталогът на Лоримар включва филмотеката след 1974 г. на Ранкин/Бас Прадакшънс и филмотеката след 1947 г. на Монограм Пикчърс/Ейлиъд Артистс Пикчърс Корпорейшън.
През 1991 г. Търнър Броудкастинг Систъм придобива анимационно студио Хана-Барбера и филмотеката Руби-Спиърс от Грейт Американ Броудкастинг, а години по-късно Търнър Броудкастинг Систъм придобива Касъл Рок Ентъртейнмънт на 22 декември 1993 г. и Ню Лайн Синема на 28 януари 1994 г. На 10 октомври 1996 г. Тайм Уорнър придобива Търнър Броудкастинг Систъм, като по този начин дава на Уорнър Брос филмотеката преди 1950 г. Въпреки това Уорнър Брос притежава само библиотеката на Касъл Рок Ентъртейнмънт след 1994 г. През 2008 г. Тайм Уорнър влива Ню Лайн в Уорнър Брос.

## Архивите на Уорнър Брос
Архивът на Уорнър Брос в Южнокалифорнийския университет е най-голямата единична студийна колекция в света. Дарен е през 1977 г. на Училището по кино и телевизия към университета от Уорнър Комюникейшънс, като се съхраняват архиви на отдела, които описват дейностите на Уорнър Брос от 1918 г. до продажбата му на Севън Артс през 1968 г. Представя пълен поглед върху производствения процес през Златния век на Холивуд. Дарени са негативи на Уорнър Брос преди 1950 г. на Библиотеката на Конгреса и негативи след 1951 г. на Филмовия и телевизионен архив. Повечето от юридическите файлове на компанията, скриптове и производствени материали са дарени на Центъра за филмови и театрални изследвания в Уисконсин.